# Волфово число
Волфово число (наричано също Волфово относително число) е величина, която измерва броя на слънчевите петна и групите слънчеви петна, намиращи се на повърхността на Слънцето.

## История
Идеята за изчисление на слънчевите петна води началото си от Рудолф Волф през 1848 г. в Цюрих, Швейцария. Комбинирането на слънчевите петна и групирането им е полезно, защото така се компенсират вариациите в наблюдението на малки слънчеви петна.
Този брой се е събирал и привеждал в табличен вид от учени в продължение на 150 години. Те установяват, че активността на слънчевите петна е циклична и достига максимум на всеки 9,5 – 11 години. Тази цикличност е забелязана за пръв път от Хайнрих Швабе през 1843 г.
Поради променливата видимост и брой учени, броят слънчеви петна представлява среден на наблюденията, проведени от много хора на много места с различна апаратура, с мащабен коефициент k, който е възложен на всеки наблюдател, за да компенсира за своята способност да различава малки слънчеви петна и субективната си оценка за групите слънчеви петна.
Относителният брой на слънчеви петна {\displaystyle R} се изчислява по формулата (събран, като дневен индекс на активността на слънчевите петна):
{\displaystyle R=k(10g+s)\,}
където
- {\displaystyle s} е броят индивидуални пета,
- {\displaystyle g} е броят групи със слънчеви петна, а
- {\displaystyle k} е коефициент, който варира според местоположението и апаратурата.

## Ревизия
След 1 юли 2015 г. е съставен ревизиран и обновен списък с броя на слънчевите петна. Най-голямата промяна е общо увеличение на коефициента с 1,6 към всички редици числа. В исторически план, коефициент от 0,6 е добавян към броя на слънчевите петна след 1893 г., за да се компенсира за по-доброто оборудване. Тази модификация днес е отменена, правейки съвременните бройки по-близо до първоначалните им стойности. Също така, след 1947 г. всички бройки са леко намалени, за да се компенсира за нов метод на броене, усвоен същата година.